# Arapesh
Gli Arapesh sono un gruppo etnico che vive nella Nuova Guinea nord orientale. Il termine "arapesh" nella loro lingua significa genericamente uomo. Gli Arapesh vivono in tre fasce di terra contigue e parallele, una costiera, una montana e una interna di pianura.

## Società
L'unità sociale fondamentale degli Arapesh è  molto simile alla gens patrilinea romana e localizzata, ma salvo per l'alimentazione, nessun gruppo è autosufficiente, i legami tra i gruppi sono forti e basati sul commercio, sui matrimoni e sulle cerimonie intervillaggio.

## Economia
L'economia si fonda sulla coltivazione di tuberi e alberi fruttiferi, sull'allevamento di maiali, sulla caccia. Agli Arapesh montani la vita faticosa e la scarsa alimentazione non concede loro di dedicarsi ad altre attività, perciò essi devono procurarsi tutto ciò che occorre al di fuori del cibo tramite il commercio, il quale si svolge mediante il baratto. Ogni singola famiglia possiede la propria strada tradizionale che si estende dalla costa alla pianura interna, ognuna di queste strade è riservata a singole famiglie, attraversando abitati in cui vivono persone con le quali la famiglia montana è in un rapporto speciale, sanzionato come fratellanza.

## Religione

### Tabu
L'esistenza degli Arapesh è largamente determinata dall'osservazione di un gran numero di tabù. I cibi sono divisi in due categorie, quelli tabu per gli adulti in età riproduttiva e riservati perciò a vecchi e bambini, quelli rimanenti destinati ai soli adulti.
Il più importante tabu è quello che proibisce l'incesto sessuale e il consumo dei prodotti propri, esattamente come nessuno deve aver contatti sessuali con la propria madre e sorella, così non deve mangiare del maiale che ha allevato, della selvaggina che ha ucciso, dell'igname che ha coltivato. Nella società Arapesh tutti vivono di doni e nessuno può fare a meno della cooperazione collettiva.
La cooperatività e la pacifica convivenza costituiscono una caratteristica saliente della civiltà degli Arapesh, contrapposti al “buon luogo” del villaggio in cui regna questo spirito pacifico, i dintorni scoscesi e accidentati del villaggio sono il “cattivo luogo”, qui vengono relegate le capanne per le mestruanti e le partorienti, le latrine pubbliche e in generale tutto ciò che potrebbe contaminare il villaggio. fuori dal villaggio vivono anche degli esseri extraumani chiamati marsalai, a questi si attribuiscono forme animali più o meno fantastiche.
I vivi sono ospiti sulla terra degli antenati, nessuno può cacciare sul territorio di una gens diversa dalla sua, se non viene ritualmente presentato da un suo membro al marsalai e agli antenati, i marsalai puniscono gli estranei che cacciano nel loro territorio, puniscono le donne mestruanti o incinte che vi entrano e puniscono infine chi trascura gli antenati.
Oltre i tabu costanti, gli Arapesh ne osservano alcuni severissimi ma temporanei, che entrano in vigore nei momenti di particolare crisi. Il ragazzo comincia a osservare i tabu della lunazione e quelli dell'igname al momento in cui gli spuntano i peli del pube, mentre la ragazza quando nota che i suoi seni cominciano a gonfiarsi; in seguito il ragazzo li osserverà in occasioni come la sua iniziazione, la nascita di un suo figlio e la femmina per ogni mestruazione.

### Incisioni
Gli uomini Arapesh praticano delle incisioni sull'organo genitale da cui si lascia scorrere abbondante sangue sin dall'età infantile a imitazione dei più anziani, poi prima del contatto con la moglie, dopo il primo contatto, in caso di trasgressioni di norme sessuali, dopo esser stati in contatto con un cadavere, dopo aver ucciso, dopo aver preparato una delle maschere che sono conservate nella casa tamberan. Il rito assume dunque una funzione genericamente purificatrice. Nella vicina isola Wogeo questo viene concepito come surrogato delle mestruazioni femminili, si crede, infatti, che l'uomo sia composto di una parte paterna e una materna, le mestruazioni e le incisioni servono a far defluire l'opposta parte. Al momento dell'iniziazione il giovane deve bere sangue degli uomini già iniziati, cioè sangue pienamente maschile.

### Tamberan
Gli Arapesh indicano con il termine tamberan:
La persona specializzata nelle iniziazioni che incide l'organo genitale dei giovani, i flauti sacri e le maschere conservate nella casa tamberan (la casa degli uomini).

### Iniziazioni
Le iniziazioni si celebrano in due forme distinte: individualmente per ciascun ragazzo che abbia raggiunto l'età richiesta e poi ogni 6-7 anni collettivamente. Anche nella forma individuale il ragazzo è segregato da tutte le donne, sotto la sorveglianza di un anziano, viene chiamato l'incisore specialista casuario, subisce fustigazioni con le ortiche, beve il sangue raccolto dalle vene di diversi anziani, gli è rivelato che il tamberan, la cui voce finora riteneva sovrumana, non è che un gruppo di flauti conservati nella casa del tamberan, all'uscita dalla segregazione viene picchiato sul petto dal fratello della madre, a simbolizzare la nuova posizione rispetto alla famiglia materna cui l'iniziazione lo sottrae, egli deve offrire un banchetto a questo zio materno.
Le iniziazioni collettive hanno il medesimo schema fondamentale, ma la segregazione avviene in un recinto appositamente costruito, gli iniziandi devono correre tra gruppi di giovani iniziati che li picchiano, gli sono rivelati numerosi segreti (es. come intagliare il legno), tra gli iniziati di uno stesso turno s'instaura uno stabile rapporto di solidarietà che si manifesta in reciproci doni di maiali. Figurativamente si parla anche di un tamberan delle donne che comprende riti femminili da cui gli uomini sono rigorosamente esclusi.

### Miti
Gli Arapesh possiedono un gran numero di miti, molti dei quali raccontano le storie della gente di Sabigil, un popolo fantastico con poteri sovrumani che appare agli Arapesh solamente come favole divertenti fatte di inganni, avventure oscene e comiche.

#### Il mito dell'igname
Oltre al sesso, è il cibo che occupa un posto preminente nella religione Arapesh, la coltivazione dell'igname ha il suo mito nelle origini, una donna quando va a prender acqua in un determinato luogo si trasforma sempre in casuario, avverte allora i figli che in quel luogo passa sempre un casuario, questi mettono lì una trappola e la loro madre vi rimane presa, dopo giorni di attesa per la madre, i figli capiscono l'accaduto, si recano alla trappola e seppelliscono la madre, riesumandone le ossa dopo due mesi notano che queste stanno germogliando, si racconta nel mito le operazioni che si compiono per piantare i tuberi e poi quelle del raccolto dell'igname spuntato dalle ossa della donna. La coltivazione dell'igname è rigorosamente riservata agli uomini, su cui loro basano il proprio calendario. L'importante cerimonia, detta abullu, organizzata da un singolo individuo, prevede una partecipazione collettiva in cui si espongono gli ignami prodotti dal datore della festa, accatastati in ordine particolare e dipinti, in questa occasione vengono eseguiti particolari danze e canti abullu, in questi ultimi la melodia è obbligata, mentre le parole vengono improvvisate volta per volta, riferendosi spesso alla morte recente di qualche persona, a sottolineare il legame tra la morte e la fertilità agraria. L'igname accatastato è solo per gli ospiti, mentre il datore della festa è sottoposto a duri tabu temporanei e subire un complesso rito di purificazione, i tabu vengono poi sciolti con un pasto rituale.
In ogni rito Arapesh colui che subisce il rito viene sempre accompagnato da un qualcuno che lo ha già subito in passato, perfino l'assassino che si sottopone al rito di purificazione deve esser affiancato da un altro che ha commesso il suo stesso crimine.

#### Il mito del complotto dei maiali
I maiali domestici avrebbero complottato con i maiali selvatici per impossessarsi degli uomini e avrebbero fatto gli stessi preparativi per legare gli uomini che oggi gli uomini fanno per legare i maiali; ma un marsalai rivela agli uomini il progetto, e perciò questi, non appena i maiali tornano a casa, li legano e li regalano agli amici; conseguenza di quest'incidente mitico è che da allora gli uomini devono regalare i maiali una volta legati, senza mangiarne, e che i maiali selvatici che non si sono più avvicinati per dar manforte ai compagni domestici sono tuttora nel bosco e bisogna andare a cacciarli. Il rapporto tra marsalai e donne mestruanti: un marsalai adirato distrugge tutto il paese, ma, fortunatamente, una donna mestruante si trova fuori del paese, dove la sua segregazione è condivisa da un fratello minore impubere del marito, essi formeranno la prima coppia da cui l'umanità si ricostruirà, mentre se le norme non fossero state osservate, l'umanità non esisterebbe più.